# Албер Шампудри
Албер Шампудри (фр. Albert Alphonse Champoudry; Париз 8. мај 1880 — Париз 23. јун 1933) је некадашњи француски атлетичар, чија је специјалност било трчање на дуге стазе, учесник Летњих олимпијским игара 1900. одржаним у Паризу.
Шампудри је био члана Спортског клуба Монруж из Монружа.
На Олимпијским играма 1900. учествовао је у екипној трци на 5.000 метара одржаној 22. јула. Шампудри је завршио као девети, али је његова екипа у саставу Анри Делож, Гастон Рагено, Жак Шастаније, Албер Шампудри и Андре Кастане у укупном пласману освојила друго место и сви чланови екипе су добили по сребрну медаљу.